# Miles Wood
Miles Wood (Buffalo, Nueva York, 13 de septiembre de 1995) es un jugador profesional estadounidense de hockey sobre hielo que se desempeña en la posición de extremo izquierdo en Colorado Avalanche, equipo de la National Hockey League (NHL).

## Carrera
Fue seleccionado en la cuarta ronda en la NHL Entry Draft de 2013. En 2015 hizo su debut profesional con el equipo New Jersey Devils, en el cual jugó ocho temporadas (2015-2023), después pasó a Colorado Avalanche, donde lleva jugando una temporada.